# Crystle Stewart
Crystle Danae Stewart (Missouri City, 20 september 1981) is een Amerikaans model en actrice.

## Levensloop
In 1994 behaalde ze zilver op de Olympische Jeugdspelen op de 4x400 meter. Ze studeerde aan de Universiteit van Houston, alwaar ze afstudeerde als bachelor Consumer Science and Merchandising. In 2008 werd ze verkozen tot Miss USA.
Als actrice was ze onder meer te zien in For Better or Worse (2011), The Exes (2011) en Good Deeds (2012).
Ze is gehuwd met het Belgisch model Maxime Sebrechts, zoon van voormalig Schotens burgemeester Tony Sebrechts.
- Library of Congress Control Number: no2018097435
- Virtual International Authority File: 8201153289897132770008
- WorldCat: E39PBJpDH9WtqBDCYCGPwcctrq